# تاج الدين الشوبكي
تاج الدين الشوبكى أمير مملوكي ووالي القاهرة.

## سيرته
قدم أسلافه الشوبكيون في زمن الدولة المملوكية من الشوبك وسكنوا مصر وتولى منصب والي القاهرة آنذاك ولقب أميرًا عليها.
من أبرز أعماله إنشاء صهريج صحن الجامع الأزهر الذي أنشأه عام 818 هـ (1416م) في أيام السلطان المؤيد أبو النصر شيخ المحمودي.

ويتكون صهريج صحن الجامع الأزهر من بناء مكون من جزئين أسطوانيين الشكل يفصل بينهما عقد نصف دائري يغطي كل جزء قبة ضحلة يتوسط قمتها فتحة. قال علي مبارك في كتابه الخطط التوفيقية: 
| تاج الدين الشوبكي | ثم تعطلت مدة سنين فما ولى الأمير تاج الدين الشوبكي ولاية القاهرة في أيام الملك المؤيد جددّها وأدارها الماء. | تاج الدين الشوبكي |